# 中野知律
中野 知律（なかの ちづ、1959年 - ）は、日本の仏文学者、マルセル・プルースト研究者。一橋大学名誉教授。渋沢・クローデル賞、フランス大使館・エールフランス特別賞受賞。

## 人物・経歴
愛媛県松山市生まれ。1981年東京大学教養学部教養学科卒業。モンペリエ第III大学留学を経て、1989年パリ第IV大学文学博士。1991年東京大学人文科学研究科仏語仏文学博士課程満期退学。1991年一橋大学社会学部専任講師。1993年一橋大学社会学部助教授。1999年に第16回渋沢・クローデル賞、フランス大使館・エールフランス特別賞受賞。2003年一橋大学大学院社会学研究科総合社会科学専攻社会文化研究分野（仏語圏文芸思想）教授。2022年一橋大学大学院社会学研究科総合社会科学専攻歴史社会文化研究分野（仏語圏文芸思想）特任教授、一橋大学名誉教授。専門はフランス文学で、マルセル・プルースト研究者。日本フランス語フランス文学会常任幹事、放送大学東京多摩学習センター客員教授、公益財団法人岩國育英財団理事なども歴任。

## 著作

### 単著
- 『プルーストと創造の時間』名古屋大学出版会 2013年12月 ISBN 978-4815807542
- 『プルーストとの饗宴』水声社 2020年9月 ISBN 978-4801005150

### 共著ほか
- 『ジェンダーから世界を読む』（共著）明石書店 1996年4月 ISBN 4750307963
- 『女と男の時空』（共著）藤原書店 1997年[要文献特定詳細情報]
- "Index général de la Correspondance de Marcel Proust"（共著）京都大学学術出版会 1998年 ISBN 4876980675
- 『『ジェンダーから世界を読む II』（共編著）明石書店 2008年12月 ISBN 978-4750329062
- "Proust aux brouillons"（共著）Brepols Publishers 2011年 ISBN 978-2503536286
- 『ジェンダー表象の政治学−−−ネーション、階級、植民地』（共著）彩流社 2011年3月 ISBN 978-4779116087
- "Proust. Face à l'héritage au XIXe siècle"（共著）Presses Sorbonne Nouvelle 2012年 ISBN 978-2878545661

### 訳書
- マリー・デュリュ=ベラ『娘の学校-性差の社会的再生産-』藤原書店 1993年3月 ISBN 4938661683
- ジュリア・クリステヴァ『プルースト-感じられる時』筑摩書房 1998年5月 ISBN 4480836349
- 『ミシェル・フーコー思考集成』（共訳）筑摩書房 1998年[要文献特定詳細情報]
- 『プルースト全集　別巻』（共訳）筑摩書房 1999年2月 ISBN 4480787194
- 『事典・プルースト博物館』（共訳・編）筑摩書房 2002年8月 ISBN 448083639X